# Svaneke Bryghus
Svaneke Bryghus er et bryggeri, der ligger i Svaneke på Bornholm. Det nuværende bryggeri åbnede, som et af Danmarks første mikrobryggerier, i påsken 2000, efter en årrække uden ølbrygning på Bornholm. Bryggeriet startede i en gammel firlænget købmandsgård fra 1750, der foruden selve bryggeriet også indeholdede en restaurant. Nu ligger Svaneke Bryghus på Svanevang 10 i Svaneke. Restauranten ligger dog stadig på Svaneke Torv og har udelukkende øl fra Svaneke Bryghus. 
Alle øltyper fra Svaneke Bryghus er både ufiltrerede og upasteuriserede. 

## Produkter
- Undergærede øl:
  - Bornholmer Bryg – Classic
  - Bornholmer Bryg – Mørk Guld
  - Bornholmer Bryg – Stout
  - Bornholmer Bryg – Sweet Mary
  - Bornholmer Bryg – Påskebryg
  - Bornholmer Bryg – Gul Påskebryg
  - Bornholmer Bryg – Julebryg
  - Bornholmer Bryg – Rød Julebryg